# Гаагсе Гаут
Гаагсе Гаут (нід. Haagse Hout) - один з 8 районів Гааги. У 2020 році в ньому проживали 47 067 осіб.

## Історія
Район виник в кінці 19 — початку 20 століття довкола історичного Гаазького лісу (нід. Haagse Bos). Історично він був частиною більшого лісу що простягався від с'-Ґравензанде до Алкмару і називався просто Ліс (нід. Die Hout). З часом назва видозмінилась до Houtland, а потім і Holland, тим самим давши назву всьому регіону. Від того лісу залишилась лише його Гаазька частина. В часи правління Вільгельма II та Флоріса V значну частину лісу було вирублено, щоб використати його деревину для розбудови Гааги та Бінненгофу. Проте в Середньовіччі існували жорсткі обмеження на вирубку лісу, через те, що він був популярним мисливським угіддям серед голландських графів.
В часи Вісімдесятирічної війни частину лісу знову вирубали для того, щоб звільнити місце для нових жителів міста. В 1571 шосту частину лісових дубів було зрублено та використано для будівництва укріплень проти іспанської армії. В 1576 році Вільгельм I Оранський підписав так званий Акт Викупу (нід. De Acte van Redemtie) яким було заборонено подальшу вирубку лісу. Закон діє і нині.
В часи французької окупації на початку 19 століття було прийняте рішення вирубити ліс, але через саботаж та затримки в роботі, цього не було зроблено. Після завершення окупації в лісі було викопано озера.

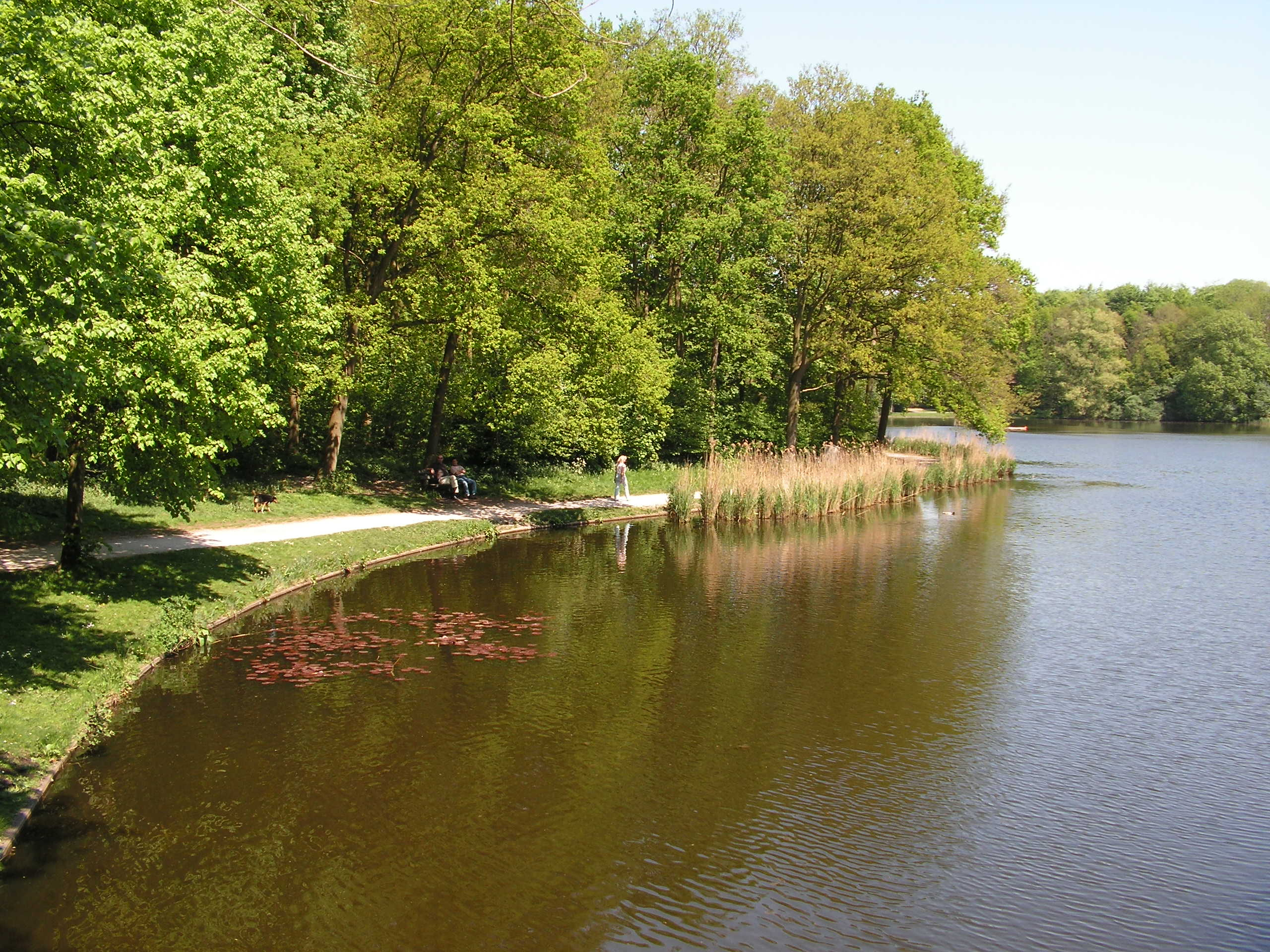
Гаазький ліс

Наприкінці 19 століття почалась забудова територій довкола лісу яка пришвидшилась на початку 20 століття.

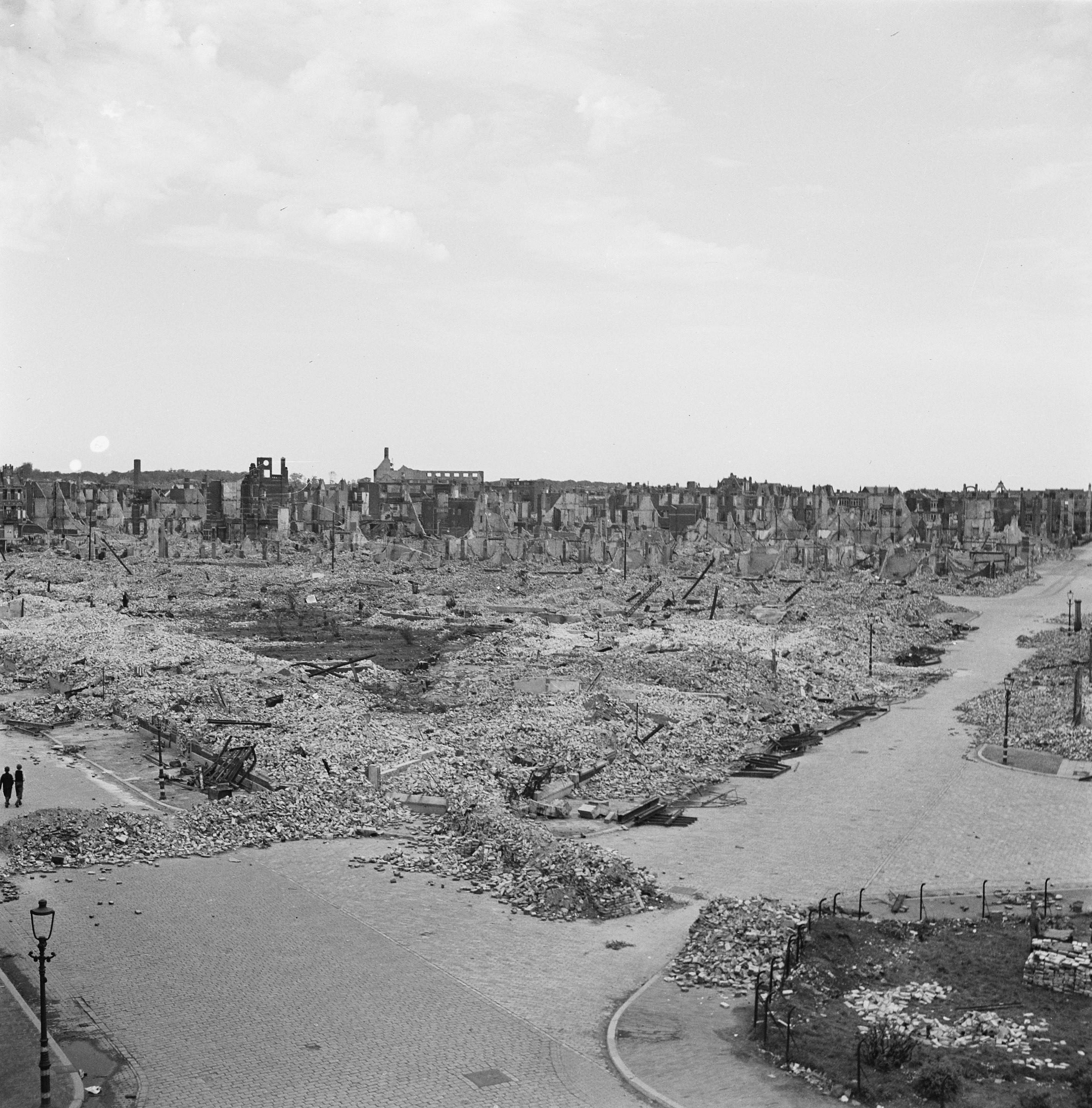
Безейденгаут в червні 1945

В часи Другої світової війни Гаазький ліс використовувався німецькими військами як пусковий майданчик для ракет Фау-1 та Фау-2. 3 березня 1945 року повітряні сили Великої Британії провели бомбардування Безейденгауту (нід. Bezuidenhout) — південної частини Гаагсе Гаут з метою знищення німецької воєнної інфраструктури, але через погану погоду та невірні координати цілей, бомби впали на житлові райони вбивши 511 людей та позбавивши дому 20 000 осіб.
Після війни район було відбудовано.

## Населення
У 2020 році в Гаагсе Гаут проживали 47 067 осіб, з яких приблизно половина була голландцями. Середній річний заробіток на домогосподарство складав 47 878€, що вище за середні 39 700€ в Гаазі в цілому.

## Принади

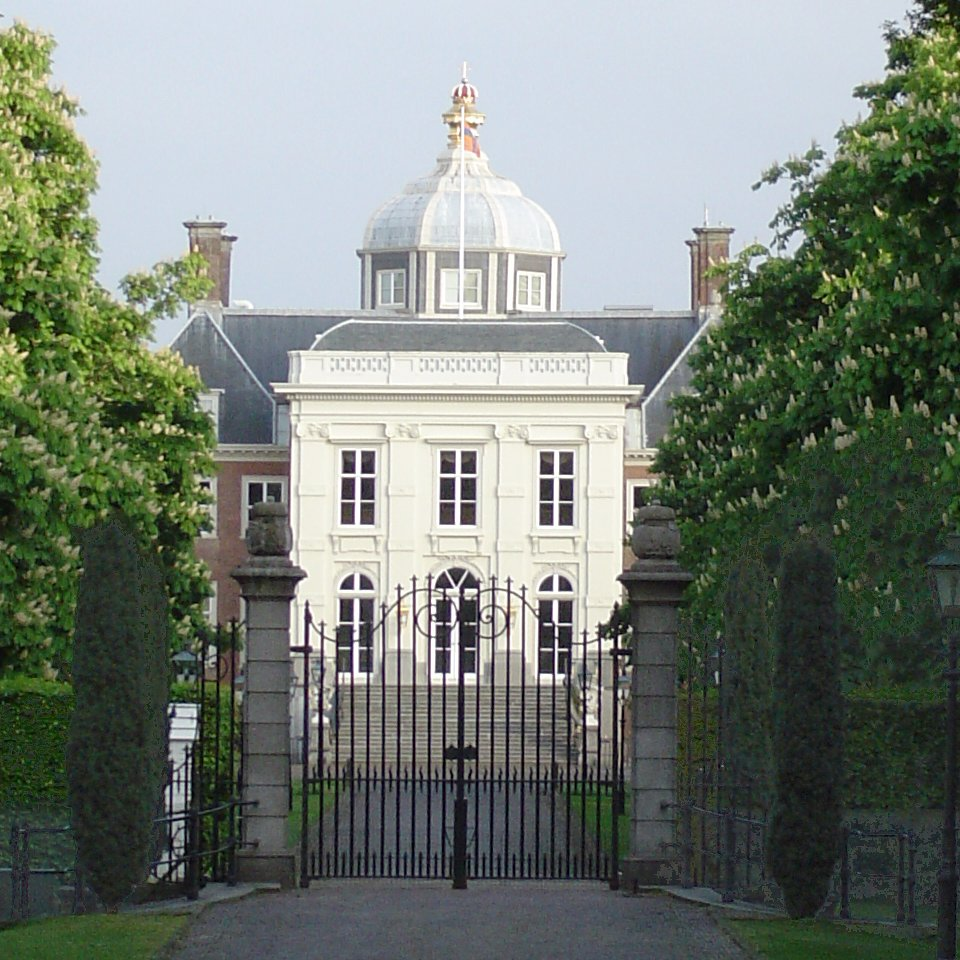
Гейс-тен-Бос

Палац Гейс-тен-Бос (нід. Huis ten Bosch) — палац збудовано в 17 столітті в добу голландського бароко для родини Оранських, одна з трьох сучасних резиденцій королів Нідерландів.
Міжнародний кримінальний суд — перший правовий інститут, що діє постійно, в компетенцію якого входить переслідування осіб, відповідальних за геноцид, воєнні злочини і злочини проти людяності. Заснований на основі Римського статуту, прийнятого в 1998 році. Існує з липня 2002 року.